# Witch Hunter
Witch Hunter drugi je studijski album njemačkog heavy metal-sastava Grave Digger. Diskografska kuća Noise Records objavila ga je 10. svibnja 1985.

## Popis pjesama
| 1. | »Witch Hunter«        | 4:24 |
| 2. | »Night Drifter«       | 3:10 |
| 3. | »Get Ready for Power« | 5:05 |
| 4. | »Love Is a Game«      | 5:43 |

| Strana B | Strana B                                      | Strana B | Strana B | Strana B | Strana B | Strana B | Strana B | Strana B | Strana B |
| Br.      | Skladba                                       | Trajanje |          |          |          |          |          |          |          |
| -------- | --------------------------------------------- | -------- | -------- | -------- | -------- | -------- | -------- | -------- | -------- |
| 5.       | »Get Away«                                    | 2:59     |          |          |          |          |          |          |          |
| 6.       | »Fight for Freedom«                           | 3:54     |          |          |          |          |          |          |          |
| 7.       | »School's Out« (obrada pjesme Alicea Coopera) | 2:41     |          |          |          |          |          |          |          |
| 8.       | »Friends of Mine«                             | 5:23     |          |          |          |          |          |          |          |
| 9.       | »Here I Stand«                                | 4:49     |          |          |          |          |          |          |          |
| 38:08    |                                               |          |          |          |          |          |          |          |          |

## Zasluge
Grave Digger
- Chris Boltendahl – vokal, bas-gitara, produkcija
- Peter Masson – gitara, bas-gitara, prateći vokal
- Albert Eckardt – bubnjevi

Dodatni glazbenici
- René "T.Bone" Teichgräber – bas-gitara (na pjesmama "Love Is a Game" i "School's Out")

Ostalo osoblje
- Karl-U. Walterbach – produkcija
- Jochen Ruschinzik – fotografije
- Hans B. Burns – dizajn
- Harris Johns – produkcija, inženjer zvuka, miks